# Système d'Euler
En mathématiques, un système d'Euler est un objet technique dans la théorie des modules de Galois, mis en évidence aux environs de 1990 par Victor Kolyvagin dans son travail sur les points de Heegner sur les courbes elliptiques modulaires. Ce concept a fait ensuite l'objet d'un développement axiomatique, en particulier par Barry Mazur et Karl Rubin.
Il existe une motivation générale pour l'utilisation des systèmes d'Euler, en ce qu'ils sont supposés être essentiellement des familles d'éléments de groupes de cohomologie galoisienne, et qu'ils permettent de « contrôler » ou borner le groupe de Selmer (en), dans différents contextes. Selon les idées généralement acceptées, un tel contrôle est un dispositif des fonctions L, à travers leurs valeurs à des points particuliers. La vertu des systèmes d'Euler est qu'ils peuvent fonctionner comme un « moyen terme », se plaçant entre la connaissance des fonctions L qui se trouve apparemment profondément, et les groupes de Selmer qui sont les objets d'étude directe dans la géométrie diophantienne. La théorie est encore en développement ; en substance, il est prévu de l'appliquer aux extensions abéliennes, organisées en tours infinies, et leurs groupes de Galois profinis. Le concept de système d'Euler est supposé définir exactement l'idée de système cohérent de classes cohomologiques dans une telle tour, avec le respect de certaines applications de changement de niveau de type de Norme générale, en présence d'un principe local-global.
L'idée du système d'Euler a fait une entrée célèbre mais avortée dans la démonstration d'Andrew Wiles du dernier théorème de Fermat. L'utilisation d'un système d'Euler était l'approche originale de Wiles, mais ne put aboutir dans ce cas.